# Dr. Humphrey Bate and his Possum Hunters
Dr. Humphrey Bate and his Possum Hunters war eine US-amerikanische Stringband. Bate und sein Old-Time-Orchester (wie es von WSM genannt wurde) gehörten zu den frühen Stars der Grand Ole Opry.

## Karriere
Der Mundharmonikaspieler Humphrey Bate wurde am 25. Mai 1875 in Castalian Springs, Tennessee geboren und erhielt seinen Doktortitel in Physik an der Vanderbilt University in Nashville. Bereits bevor er begann, mit seiner Band aufzutreten, eignete Bate sich Wissen über die traditionelle Musik der Appalachen an, das nur wenige andere Künstler seiner Zeit besaßen. Die erste Form der Possum Hunters nannte Bate das Augmented Orchestra. Obwohl sich die Besetzung von Zeit zu Zeit änderte, spielten vor 1920 A.C. Womack, Sewall Chenault, ein weiterer Musiker namens Womack und P.D. Belote in der Band. Bereits zu dieser Zeit war die Band klar von der traditionellen Old-Time Music Tennessees beeinflusst, die weitaus ruhiger war als beispielsweise die wilde Tanzmusik der Skillet Lickers aus Georgia.
Bereits um 1924 trat Bate mit seiner Gruppe bei den Radiosendern WSM und WDAD in Nashville auf. Für ein Benefizkonzert zu Gunsten der Nashviller Polizei traten sie auch in einer einmaligen Radioshow im Ryman Auditorium, der späteren Heimat der Grand Ole Opry, mit Uncle Dave Macon auf. Als im November 1925 die Opry, damals noch WSM Barn Dance genannt, erstmals auf Sendung ging, wurden Bate und sein String-Orchestra eingeladen, in einigen Shows aufzutreten. George D. Hay, Produzent und Moderator der Show, verlangte, das Augmented Orchestra in The Possum Hunters umzubenennen, um einen hinterwäldlerischen und authentischeren Eindruck zu schaffen. Zu diesem Zeitpunkt bestand die Gruppe aus Bate (Mundharmonika), seinem Sohn Buster, seiner Tochter Alcyone, Burt Hutcherson, Walter Leggett, Oscar Stone, Staley Walton und Oscar Albright.
Die Auftritte in der Opry machten Bate und die Possum Hunters sehr populär. Im März 1928 verhalf die neue Bekanntheit der Gruppe zu einer Session für Brunswick Records und Vocalion Records in Atlanta, Georgia, bei der Bates Tochter Alcyone jedoch nicht anwesend war. Die Songs waren ein Mix aus traditionellen Old-Time-Stücken wie Billy in the Low Ground, Run Nigger Run oder Green Back Dollar Bill und Titeln mit Stereotypen über die ländliche Bevölkerung (Throw the Old Cow Over the Fence, Ham Beats All Meat). Dies war George D. Hays Strategie, der seine engagierten Gruppen so sehen wollte und verlangte, das Bate und die Possum Hunters in Farmer-Bekleidung auftraten, obwohl sie sonst immer in Anzügen spielten (was im Übrigen viele der authentischen, tatsächlich vom Lande stammenden Musiker auch machten). Die Aufnahmen für Brunswick Records blieben Bates einzige Schallplatten.
Die Possum Hunters traten in den folgenden Jahren unter Bates Leitung weiterhin regelmäßig in der Opry auf. Bate starb am 12. Juni 1936, danach führte Fiddler Oscar Stone die Band bis in die späten 1940er-Jahre weiter, anschließend übernahm Bates Tochter Alcyone die Leitung. In den 1960er-Jahren taten sich die Possum Hunters dann bis zur Auflösung mit den Crook Brothers, einer anderen Opry-Gruppe, zusammen.

## Diskografie
| Jahr              | Titel                                                 | #    | Anmerkungen |
| ----------------- | ----------------------------------------------------- | ---- | ----------- |
| Brunswick Records |                                                       |      |             |
| 1928              | Going Up Town / How Many Biscuits Can You Eat?        | 232  |             |
| 1928              | Eight of January / Billy in the Low Ground            | 239  |             |
| 1928              | Dill Pickle Rag / Take Your Foot Out of the Mud       | 243  |             |
|                   | My Wife Died on Saturday Night / Old Joe              | 271  |             |
|                   | Run Nigger Run / Green Backed Dollar Bill             | 275  |             |
| Vocalion Records  |                                                       |      |             |
|                   | Throw The Old Cow Over the Fence / Ham Beats All Meat | 5238 |             |